# Finnkona
Finnkona ist eine norwegische Insel, die an der Mündung des Ranfjords in der Fylke Nordland liegt. Die Insel, die zur Kommune Leirfjord zwischen Sandnessjøen und Nesna gehört, befindet sich nordöstlich der Insel Dønna und südlich der Insel Løkta.
Die höchste Erhebung misst 45 Meter. Damit ist die rund 25 Hektar große Insel im Gegensatz zur Umgebung verhältnismäßig flach.
Auf der Insel gibt es viele Steinmännchen, die bezeugen, dass die Insel seit der Eisenzeit vom Menschen genutzt wurde. Die Herkunft des Namens ist unklar, deutet aber auf eine Verbindung mit den späteren Küstensamen hin.
Um 1533 wurde die Insel erstmals im Grundbuch von Olav Engelbrektsson als Nebenstelle des Hofes Fagervika erwähnt.
1994 startete das „Finnkona-Projekt“, bei dem unter anderem Wald angepflanzt, ein neuer Kai gebaut und ein Wanderweg um die Insel mit zwei Rastplätzen angelegt wurde.